# Сиверић
Сиверић је насељено мјесто у саставу града Дрниша, у сјеверној Далмацији. Налази се у Шибенско-книнској жупанији, Република Хрватска.

## Географија
Насеље је удаљено око 4 км сјевероисточно од Дрниша. Налази се на западном ободу Петровог поља, у подножју Промине. То је највеће село дрнишког краја.

## Историја
Сиверић се од распада Југославије до августа 1995. године налазио у Републици Српској Крајини.

## Култура
У Сиверићу се налази римокатоличка црква Св. Петар. Село има свој фудбалски клуб Рудар. Из Сиверића је био познати хрватски композитор Крсто Одак (1888 – 1965).

## Становништво
На попису становништва 2011. године, Сиверић је имао 499 становника.
Према попису из 1991. године, Сиверић је имао 992 становника, 881 Хрвата, 97 Срба, 3 Југословена и 11 осталих. Срби живе углавном у засеоцима према Тепљуху. Према попису становништва из 2001. године, Сиверић је имао 620 становника.
| Демографија | Демографија | Демографија |
| Година      | Становника  | Становника  |
| ----------- | ----------- | ----------- |
| 1961.       | 1.627       |             |
| 1971.       | 1.413       |             |
| 1981.       | 1.145       |             |
| 1991.       | 992         |             |
| 2001.       | 620         |             |
| 2011.       |             | 499         |

## Попис 1991.
На попису становништва 1991. године, насељено место Сиверић је имало 992 становника, следећег националног састава:
| Попис 1991.‍  | Попис 1991.‍  | Попис 1991.‍ | Попис 1991.‍ | Попис 1991.‍ |
| ------------ | ------------ | ----------- | ----------- | ----------- |
|              |              |             |             |             |
| Хрвати       | Хрвати       |             | 881         | 88,81%      |
| Срби         | Срби         |             | 97          | 9,77%       |
| Југословени  | Југословени  |             | 3           | 0,30%       |
| Црногорци    | Црногорци    |             | 3           | 0,30%       |
| неопредељени | неопредељени |             | 6           | 0,60%       |
| непознато    | непознато    |             | 2           | 0,20%       |
| укупно: 992  |              |             |             |             |

## Презимена
| - Букарица — Римокатолици - Иваз — Православци, славе Св. Николу - Крстановић — Православци, славе Св. Георгија - Лилић — Римокатолици - Лончар — Православци, славе Св. Јована - Милета — Православци, славе Св. Георгија - Мрђен — Римокатолици - Накић — Римокатолици - Недоклан — Римокатолици | - Одак — Римокатолици - Прпа — Римокатолици - Рамљак — Римокатолици - Тодоровић — Православци, славе Св. Георгија - Томић — Римокатолици - Топић — Римокатолици - Чакић — Римокатолици - Шиклић — Римокатолици |

## Привреда
Некада највећи рудник мрког угља у Далмацији, више не ради и затворен је.